# Michael Cooper
Michael Jerome Cooper (ur. 15 kwietnia 1956 w Los Angeles) – amerykański koszykarz, występujący na pozycjach rzucającego obrońcy lub niskiego skrzydłowego, pięciokrotny mistrz NBA. Od zakończenia kariery zawodniczej trener koszykarski, obecnie trener drużyny liceum	Chadwick.
Mierzący 196 cm wzrostu koszykarz studiował na University of New Mexico. Do NBA został wybrany z 60. numerem w drafcie w 1978 przez Los Angeles Lakers. W Lakers grał do 1990. Był specjalistą od defensywy, w 1987 został nagrodzony NBA Defensive Player of the Year Award. W tej roli wywalczył pięć pierścieni mistrzowskich (1980, 1982, 1985, 1987, 1988). W NBA spędził 12 sezonów, zdobywając łącznie 7729 punktów. Karierę kończył w 1991 we włoskim Virtusie Rzym.
Pracuje jako trener. Największe sukcesy odnosił w koszykówce kobiet. Dwukrotnie prowadził występujący w lidze WNBA zespół Los Angeles Sparks (1999–2004, od 2007) i zdobył dwa tytuły mistrzowskie (2001, 2002). Krótko prowadził Denver Nuggets (2004–2005).

## Osiągnięcia

### Zawodnicze
Drużynowe
- 5-krotny Mistrz NBA (1980, 1982, 1985, 1987, 1988)[1]
- 3-krotny Wicemistrz NBA (1983, 1984, 1989)[1]

Indywidualne
- Obrońca Roku NBA (1987)[2]
- Wybrany do:
  - I składu obrońców NBA (1982, 1984–85, 1987–88)[3]
  - II składu obrońców NBA (1981, 1983, 1986)[3]
- Zdobywca nagrody J. Walter Kennedy Citizenship Award (1986)[4]
- Uczestnik konkursu wsadów podczas NBA All-Star Weekend (1984)[5]
- MVP meczu gwiazd ligi włoskiej (1990)
- Zwycięzca konkursu rzutów za 3 punkty ligi włoskiej (1991)
- Lider play-off NBA w:
  - liczbie celnych rzutów za 3 punkty (1987, 1988)[6]
  - skuteczności rzutów za 3 punkty (1987)[7]

### Trenerskie
- Mistrz:
  - D-Legue (2006)
  - WNBA (2001-02)
- Wicemistrz WNBA (2003)
- Trener Roku WNBA (2000)